# Хімік (футбольний клуб, Сузак)
«Хімік» (кирг. Химик) — киргизський футбольний клуб, який представляє село Сузак в Джалал-Абадській області.

## Історія
ФК «Хімік» (Сузак) дебютував у зоні Б чемпіонату Киргизстана в 1995 році та посів у ній останнє 8-ме місце, надалі ж клуб виступав у Першій лізі Киргизстану. В національному кубку команда дебютувала у сезоні 1994 року, але вже в 1/16 фіналу поступилися джалал-абадському «Кокарту» з рахунком 0:5 та припинили боротьбу в турнірі. У наступному сезоні команда вийшла до 1/8 фіналу кубку, але відмовилася від матчу з клубом Алай (Ош) та була дискваліфікована з розіграшу турніру. Остання згадка про «Хімік» датується 1998 роком, коли в Першій лізі команда посіла 13-те місце, а в національному кубку — в 1/16 фіналу поступилися «Семетею» з Кизил-Киї з рахунком 1:4.

## Досягнення
- Чемпіонат Киргизстану (група Б)
  - 8-ме місце (1): 1995

- Кубок Киргизстану
  - 1/8 фіналу (1): 1995

## Відомі гравці
- К.Абдумомінов
- Акбар Артушев
- Омаралі Артушев
- А.Жерневий
- Улан Ісаков
- Анвархан Ісмаїлов
- Асхат Латипов
- Еркін Халбаєв